# Unione Sportiva Fiumana 1941-1942
Questa voce raccoglie le informazioni riguardanti l'Unione Sportiva Fiumana nelle competizioni ufficiali della stagione 1941-1942.

## Stagione
La Fiumana, alla sua seconda partecipazione al campionato di Serie B (la prima fu nella stagione 1929-1930), non riuscì a raggiungere la salvezza per due punti, retrocedendo così in Serie C. In Coppa Italia il club quarnerino fu eliminato ai sedicesimi di finale dallo Spezia per 4-0.

## Rosa
| N. |                   | Ruolo | Calciatore              |
| -- | ----------------- | ----- | ----------------------- |
|    | Italia (bandiera) | C     | Enzo Belletti           |
|    | Italia (bandiera) | C     | Pompeo Bertok           |
|    | Italia (bandiera) | C     | Arturo Biagi            |
|    | Italia (bandiera) | A     | Luigi Busidoni          |
|    | Italia (bandiera) | C     | Giuseppe Coverlizza     |
|    | Italia (bandiera) | P     | Tullio Dapretto         |
|    | Italia (bandiera) | C     | Giovanni De Giovanni    |
|    | Italia (bandiera) | C     | Guerrino Faini          |
|    | Italia (bandiera) | C     | Italo Famea             |
|    | Italia (bandiera) | P     | Francesco Giuseppe Kanz |
|    | Italia (bandiera) | A     | Rodolfo Kregar          |
|    | Italia (bandiera) | C     | Luigi Lavarino          |
|    | Italia (bandiera) | A     | Alceo Lipizer           |
|    | Italia (bandiera) | C     | Ervino Loik             |

| N. |                   | Ruolo | Calciatore           |
| -- | ----------------- | ----- | -------------------- |
|    | Italia (bandiera) | D     | Angelo Manfredda     |
|    | Italia (bandiera) | D     | Giovanni Maras       |
|    | Italia (bandiera) | D     | Giordano Milloch     |
|    | Italia (bandiera) | A     | Angelo Oliviero      |
|    | Italia (bandiera) | A     | Ottorino Paulinich   |
|    | Italia (bandiera) | A     | Dino Poggi           |
|    | Italia (bandiera) | D     | Cesare Rubinato      |
|    | Italia (bandiera) | A     | Oscarre Spadavecchia |
|    | Italia (bandiera) | D     | Vladimiro Tiblias    |
|    | Italia (bandiera) | A     | Carlo Tomasi         |
|    | Italia (bandiera) | A     | Rodolfo Volk         |
|    | Italia (bandiera) | A     | Bruno Luigi Zambelli |
|    | Italia (bandiera) | C     | Antonio Zidarich     |

## Risultati

### Serie B

#### Girone di andata
| Arbitro: | Zambotto (Padova) |

|                          |           |                 |
| Martelli 30’ Ganelli 56’ | Marcatori | 24’ (aut.) Vale |

| Arbitro: | Neri (Vicenza) |

|  |           |            |
|  | Marcatori | 3’ Pizzala |

| Arbitro: | Mazza (Torre del Greco) |

|              |           |             |
| Mannocci 37’ | Marcatori | 45’ Lipizer |

| Arbitro: | Bellè (Venezia) |

|           |           |                  |
| Faini 87’ | Marcatori | 18’ (rig.) Violi |

| Arbitro: | Piglione (Reggio Emilia) |

|                                                                       |           |                        |
| Rocco 39’ Cassani 46’, 51’, 55’ Bortoletti 60’ Formentin 63’ Polo 81’ | Marcatori | 43’ Lipizer 82’ Gregar |

| Fiume 30 novembre 1941 6ª giornata                                        | Fiumana   | 1 – 2 referto              | Pescara | Stadio del Littorio |
| \| \| \| \| \| Lavarino 67’ \| Marcatori \| 55’ Tondonati 71’ De Santi \| |           |                            |         |                     |
|                                                                           |           |                            |         |                     |
| Lavarino 67’                                                              | Marcatori | 55’ Tondonati 71’ De Santi |         |                     |

| Arbitro: | Bogetti (Torino) |

|                            |           |                       |
| Turconi II 16’ Buzzoni 31’ | Marcatori | 20’ Poggi 68’ Lipezer |

| Arbitro: | Zambotto (Padova) |

|          |           |                     |
| Loik 19’ | Marcatori | 29’, 42’ Acchettino |

| Arbitro: | Savio (Torino) |

|                                |           |                   |
| Buscaglia 20’ Bandini 46’, 48’ | Marcatori | 69’, 75’ Lavarino |

| Arbitro: | Coletti (Treviso) |

|           |           |                            |
| Oliva 48’ | Marcatori | 52’ Orlandi 63’ Maestrelli |

| Arbitro: | Pigli |

|                         |           |                         |
| Raccis 63’ Spagnoli 70’ | Marcatori | 5’ Effrena 10’ Busidoni |

| Arbitro: | Venutti (Trieste) |

|  |           |             |
|  | Marcatori | 80’ Zaniolo |

| Udine 18 gennaio 1942 13ª giornata | Udinese | 0 – 0 referto | Fiumana | Stadio Moretti\| Arbitro: \| Ferrari \| |
| Arbitro:                           | Ferrari |               |         |                                         |

| Arbitro: | Poggipollini (Ferrara) |

|                                 |           |                           |
| Busidoni 21’ Paulinich 40’, 75’ | Marcatori | 17’ Castigliano 26’ Costa |

| Arbitro: | Bellè (Venezia) |

|                                                   |           |  |
| Famea 2’ Busidoni 11’, 33’ Oliviero 51’ Loich 88’ | Marcatori |  |

| Arbitro: | Piglione (Reggio Emilia) |

|                            |           |                |
| Versaldi 27’ Muci 86’, 88’ | Marcatori | 19’, 67’ Poggi |

| Fiume 22 febbraio 1942 17ª giornata                                      | Fiumana   | 2 – 1 referto | Siena | Stadio del Littorio |
| \| \| \| \| \| Paulinich 5’ Olivieri 15’ \| Marcatori \| 25’ Polacchi \| |           |               |       |                     |
|                                                                          |           |               |       |                     |
| Paulinich 5’ Olivieri 15’                                                | Marcatori | 25’ Polacchi  |       |                     |

#### Girone di ritorno
| Arbitro: | Bernardi (Savona) |

|           |           |  |
| Poggi 43’ | Marcatori |  |

| Arbitro: | Zilli (Reggio Emilia) |

|                                 |           |           |
| Giulini 2’ Crola 59’ Busoni 83’ | Marcatori | 18’ Poggi |

| Arbitro: | Donati (Milano) |

|                 |           |                              |
| Spadavecchia 2’ | Marcatori | 5’ Faccenda 68’ Di Benedetto |

| Arbitro: | Bogetti (Torino) |

|  |           |                                                       |
|  | Marcatori | 20’ Paulinich 48’ Poggi 79’ Spadavecchia 89’ Oliviero |

| Arbitro: | Bernardi (Savona) |

|                   |           |  |
| Olivieri 21’, 32’ | Marcatori |  |

| Arbitro: | Scotto (Savona) |

|            |           |  |
| ? 4’ ? 51’ | Marcatori |  |

| Arbitro: | Poggipollini (Ferrara) |

|                   |           |                        |
| Ivaldi 45’ (aut.) | Marcatori | 28’ Palma 39’ Gallazzi |

| Arbitro: | Rossi (Milano) |

|                      |           |  |
| Pietruzzi 63’ Foglia | Marcatori |  |

| Arbitro: | Limido (Milano) |

|  |           |                         |
|  | Marcatori | 34’ Fumagalli 85’ Zanni |

| Arbitro: | Gamba (Napoli) |

|                               |           |  |
| Menutti 13’ Fabbri 61’ (rig.) | Marcatori |  |

| Arbitro: | Venutti (Trieste) |

|                            |           |           |
| Poggi 39’, ?’, ?’ Oliviero | Marcatori | 67’ Galli |

| Arbitro: | Matteucci |

|          |           |                     |
| Rossi 7’ | Marcatori | 28’ (aut.) Grezelin |

| Arbitro: | Vannini (Bologna) |

|                                 |           |         |
| Poggi 20’ Oliviero 31’, 42’, ?’ | Marcatori | Bertoli |

| Arbitro: | Martelli (Livorno) |

|                                            |           |              |
| Costanzo 33’, 62’, 68’ Castigliano ?’, 73’ | Marcatori | 88’ Olivieri |

| Arbitro: | Barion (Venezia) |

|                                     |           |              |
| Bodini 11’, 70’ (rig.) Petricca 15’ | Marcatori | 48’ Oliviero |

| Arbitro: | Piglione (Reggio Emilia) |

|                                       |           |  |
| Zidarich 52’ Poggi 83’ Coverlizza 87’ | Marcatori |  |

| Arbitro: | Misotti |

|  |           |                                           |
|  | Marcatori | 9’, 23’, 75’, 80’ Oliviero 87’ Zambianchi |

### Coppa Italia
| La Spezia 12 ottobre 1941 Sedicesimi di finale                          | Spezia    | 4 – 0 referto | Fiumana | Stadio Alberto Picco |
| \| \| \| \| \| Castigliano 1’, 75’ Costanzo 47’, 53’ \| Marcatori \| \| |           |               |         |                      |
|                                                                         |           |               |         |                      |
| Castigliano 1’, 75’ Costanzo 47’, 53’                                   | Marcatori |               |         |                      |

## Statistiche

### Statistiche di squadra
| Competizione | Punti | In casa | In casa | In casa | In casa | In casa | In casa | In trasferta | In trasferta | In trasferta | In trasferta | In trasferta | In trasferta | Totale | Totale | Totale | Totale | Totale | Totale | DR |
| Competizione | Punti | G       | V       | N       | P       | Gf      | Gs      | G            | V            | N            | P            | Gf           | Gs           | G      | V      | N      | P      | Gf     | Gs     | DR |
| ------------ | ----- | ------- | ------- | ------- | ------- | ------- | ------- | ------------ | ------------ | ------------ | ------------ | ------------ | ------------ | ------ | ------ | ------ | ------ | ------ | ------ | -- |
| Serie B      | 26    | 17      | 8       | 1       | 8       | 30      | 20      | 17           | 2            | 5            | 10           | 25           | 38           | 34     | 10     | 6      | 18     | 55     | 58     | -3 |
| Coppa Italia |       | -       | -       | -       | -       | -       | -       | 1            | 0            | 0            | 1            | 0            | 4            | 1      | 0      | 0      | 1      | 0      | 4      | -4 |
| Totale       |       | 17      | 8       | 1       | 8       | 30      | 20      | 18           | 2            | 5            | 11           | 25           | 42           | 35     | 10     | 6      | 19     | 55     | 62     | -7 |

### Statistiche dei giocatori
| Giocatore       | Serie B  | Serie B | Coppa Italia | Coppa Italia | Totale   | Totale |
| Giocatore       | Presenze | Reti    | Presenze     | Reti         | Presenze | Reti   |
| --------------- | -------- | ------- | ------------ | ------------ | -------- | ------ |
| E. Belletti     | 3        | 0       | -            | -            | 3        | 0      |
| P. Bertok       | 5        | 0       | -            | -            | 5        | 0      |
| A. Biagi        | 9        | 0       | 1            | 0            | 10       | 0      |
| L. Busidoni     | 17       | 5       | -            | -            | 17       | 5      |
| G. Coverlizza   | 17       | 1       | 1            | 0            | 18       | 1      |
| T. Dapretto     | 22       | -?      | -            | -            | 22       | -0+    |
| G. De Giovanni  | 10       | 0       | -            | -            | 10       | 0      |
| G. Faini        | 11       | 1       | 1            | 0            | 12       | 1      |
| I. Famea        | 21       | 2       | 1            | 0            | 22       | 2      |
| F. Kanz         | 12       | -?      | 1            | -4           | 13       | -4+    |
| R. Kregar       | 4        | 1       | 1            | 0            | 5        | 1      |
| L. Lavarino     | 9        | 3       | -            | -            | 9        | 3      |
| A. Lipizer      | 8        | 2       | 1            | 0            | 9        | 2      |
| Locatelli       | -        | -       | 1            | 0            | 1        | 0      |
| E. Loik         | 34       | 1       | -            | -            | 34       | 1      |
| A. Manfredda    | 21       | 0       | -            | -            | 21       | 0      |
| G. Maras        | 26       | 0       | 1            | 0            | 27       | 0      |
| G. Milloch      | 13       | 0       | -            | -            | 13       | 0      |
| A. Oliviero     | 23       | 16      | -            | -            | 23       | 16     |
| O. Paulinich    | 21       | 4       | 1            | 0            | 22       | 4      |
| D. Poggi        | 29       | 12      | -            | -            | 29       | 12     |
| C. Rubinato     | 9        | 0       | 1            | 0            | 10       | 0      |
| O. Spadavecchia | 8        | 2       | -            | -            | 8        | 2      |
| V. Tiblias      | 9        | 0       | -            | -            | 9        | 0      |
| C. Tomasi       | 8        | 0       | -            | -            | 8        | 0      |
| R. Volk         | 5        | 0       | -            | -            | 5        | 0      |
| B. Zambelli     | 13       | 1       | -            | -            | 13       | 1      |
| A. Zidarich     | 7        | 1       | -            | -            | 7        | 1      |